# Džou Sjuen
Džou Sjuen (kineski: 周璇; pinjin: Zhōu Xuán; rođena Su Pu uprošćeni kineski: 苏璞; tradicionalni kineski: 蘇璞; pinjin: Sū pú; 1. avgust 1920. – 22. septembar 1957), takođe romanizovano kao Čou Sjuen, bila je ikonska kineska pevačica i filmska glumica. Do 1940-ih, ona je postala jedna od kineskih Sedam velikih pevačkih zvezda. Ona je najpoznatijia od njih sedam. Džou je imala nadimak „Zlatni glas”. Ona je imala uporedu filmsku karijeru do 1954. godine. Džou je snimila više od 200 pesama i pojavila se u preko 40 filmova tokom svoje karijere.

## Detinjstvo i mladost
Džou je rođena kao Su Pu (蘇璞), ali je u mladosti bila odvojena od svojih bioloških roditelja i odgajili su je usvojitelji. Ona je provela ceo život u potrazi za svojim biološkim roditeljima, ali je njeno roditeljstvo utvrđeno tek nakon njene smrti.
Prema kasnijim porodičnim istraživanjima, rođak koji je bio zavisnik od opijuma odveo ju je kad je imala 3 godine u drugi grad i prodao je porodici po imenu Vang, koja ju je nazvala Vang Sjaohung. Kasnije ju je usvojila porodica po imenu Džou, promenivši njeno ime u Džou Sjaohung.
Sa 13 godina uzela je Džou Sjuen za svoje scensko ime, 'Sjuen' (璇) što na kineskom znači lepi žad.

## Karijera
Godine 1932, Džou je počela da glumi kao član Li Đinhuejove pevačke i plesačke trupe Svetli mesec. Kad joj je bilo dvanaest godina, ona je osvojila nagradu za drugo mesto u pevačkom takmičenju u Šangaju i steka je nadimak „Zlatni glas” (金嗓子) zbog visokotonskih melodija koje je s lakoćom izvodila.

## Smrt
Godine 1957, ona je preminula u Šangaju u mentalnoj instituciji u svojoj 37. godini tokom antidesničarskog pokreta. Mogući uzrok smrti je encefalitis čemu je sledio nervni slom. Džoujin dnevnik navodi da je patila od cerebritisa.
Džou Sjuen je za sobom ostavila dva sina, Džou Mina i Džou Veja, rođena od različitih očeva. Džou Min se smatra da je sin biznismena Džu Huaidea, koji je otišao u Šangaj 1950. nakon što mu je Džou Sjuen poverila svoju ušteđevinu i nikada se nije vratio. Džou Min je rođen iste godine. Prema biografiji njenog starijeg sina Džou Mina, njen mlađi sin, Džou Vej, bio je sin umetničkog dizajnera Tang Dia (唐棣), dok biološki otac samog Džou Mina nije poznat.
Džou Vej trenutno živi u Torontu, i povremeno nastupa u TTC podzemnoj železnici, i učestvuje u različitim muzičkim projektima, uključujući podučavanje. Poznat je kao flautista.
 On ima dve ćerke, koje su muzičari. Starija od njih, Džou Sjaosjuen, klasična je pijaniskinja koji se školovala na Univerzitetu Konkordija i sada živi u Pekingu. Mlađa, Amanda Džou ide sličnim putem kao glumica i već je radila na nekoliko predstava i filmova.

## Filmografija
- 狂歡之夜 (1935)
- Street Angel (馬路天使, 1937)[6][7][21][22]
- 西廂記 (1940)
- 孟麗君 (1940)
- Dream of the Red Chamber (红楼梦, 1944)
- Night Inn (夜店, 1947)[23]
- 長相思 (1947)
- Sorrows of the Forbidden City (清宮秘史, 1948)[24][25][26][27][28]
- 花外流鶯 (1948)
- 歌女之歌 (1948)
- 莫負青春 (1949)
- 花街 (1950)

## Spoljašnje veze
- Džou Sjuen на веб-сајту  (језик: енглески)
- Chinese Film Classics: Zhou Xuan
- Chinese Film Classics online course, Module 7: Street Angels (1937) - full film with English subtitles, and two video lectures about the film